# PKP-Baureihe Ok22
Die Baureihe Ok22 ist eine Personenzug-Schlepptenderlokomotive der Polnischen Staatsbahn PKP.
Die Bauweise der Reihe Ok22 basierte auf der preußischen P 8. Die Lokomotiven erhielten jedoch einen leistungsfähigeren Kessel. Dieser wurde wesentlich höher eingebaut, was der Konstruktion insgesamt ein moderneres, für manchen Eisenbahnfreund auch fremdartiges Aussehen verlieh. Das Fahrwerk wurde unverändert vom Ursprungstyp übernommen.
Entwickelt wurden die Lokomotiven von polnischen Ingenieuren in Zusammenarbeit mit der Firma Hanomag in Hannover, welche 1923 auch die ersten fünf Lokomotiven an die PKP lieferte. Die weiteren 185 Lokomotiven fertigte der polnische Lokomotivhersteller Fablok in Chrzanów.
1939 gelangte die Ok22-1 (nach anderen Angaben Ok22-132) mit dem Wilnagebiet an Litauen und wurde von der Lietuvos geležinkeliai (LG) als K9 mit der Nummer 41 eingereiht.
Während des Zweiten Weltkrieges ordnete die Deutsche Reichsbahn die Lokomotiven unter den Nummern 38 4501 bis 38 4630 ein. Nicht umgezeichnet wurde die ehemals polnische Ok22-132, welche zum Wehrmachtsbestand zählte.
Erhalten blieben Ok22-23 in Jaworzyna Śląska und Ok22-31 als Museumslokomotive im Dampfbetriebswerk Wolsztyn. Eigentümer letzterer Maschine ist das Eisenbahnmuseum Warschau.